# Antoni Misiaszek
Antoni Misiaszek (ur. 25 lutego 1938) – polski prezbiter rzymskokatolicki, prałat, teolog, profesor, wykładowca na Uniwersytecie Kardynała Stefana Wyszyńskiego oraz na Uniwersytecie Warmińsko-Mazurskim.

## Życiorys
Absolwent pierwszego rocznika Gdańskiego Seminarium Duchownego. Święcenia kapłańskie przyjął 29 czerwca 1962. Pełni funkcję kierownika Katedry Katolickiej Nauki Społecznej i Prawa Kanonicznego UWM. Jest specjalistą od teologii pastoralnej.
W latach 2000–2011 był nauczycielem akademickim Wydziału Teologii Uniwersytetu Warmińsko-Mazurskiego.
Znalazł się na liście agentów Służby Bezpieczeństwa ujawnionej przez ks. Henryka Jankowskiego, jako inwigilujący ks. Jankowskiego w ramach akcji Zorza II podczas wizyty Jana Pawła II w Polsce w 1987 roku.

## Publikacje
- Zarys teologii pastoralnej biblijnej (1996), Pelplin: Bernardinum
- Zagrożenia moralne młodzieży wyzwaniem dla duszpasterstwa (1996), Pelplin: Bernardinum
- Przegląd referatów i artykułów pastoralnych (1996), Pelplin: Bernardinum
- Podstawowe prawa dziecka troską duszpasterską (1996), Pelplin: Bernardinum
- Duszpasterstwo osób społecznie nieprzystosowanych: studium pastoralne (2002), Olsztyn: Hosianum
- Kryzys moralny w okresie posttotalitarnym wyzwaniem dla duszpasterstwa (2003), Pelplin: Bernardinum